# Helga korskyrkan, Raumo
Helga korskyrkan finns i Gamla Raumo, Raumo. Den blev troligen klar mellan 1515 och 1520. Kyrkan byggdes ursprungligen för franciskankonventet i Raumo. Till sin form liknar den övriga medeltida kyrkor i Satakunda, men den tvåskeppiga interiören är typisk för predikobröderna. Huvudskeppet är lika brett ända till koret. På norra sidan avskiljs ett mindre skepp av tre pelare. Kyrkan rymmer 800 personer.
Målningarna dateras till 1500-talet och berättar om frälsningshistorien. Kyrktornet byggde 1816 av stenar från den gamla Den Heliga Treenighetens kyrka. Det vitkalkade tornet fungerade tidigare som sjöfararnas märke. År 1968 återuppbyggdes tornet av delar som inte hade brunnit.
Kyrkan fungerade som franciskanernas kyrka fram till 1538 då klostret upplöstes i reformationens Sverige. Kyrkan fick förfalla till år 1640 när Den Heliga Treenighetens kyrka förstördes i en brand.  Församlingen tog då den förfallna kyrkan i bruk och reparerade den.

## Bilder

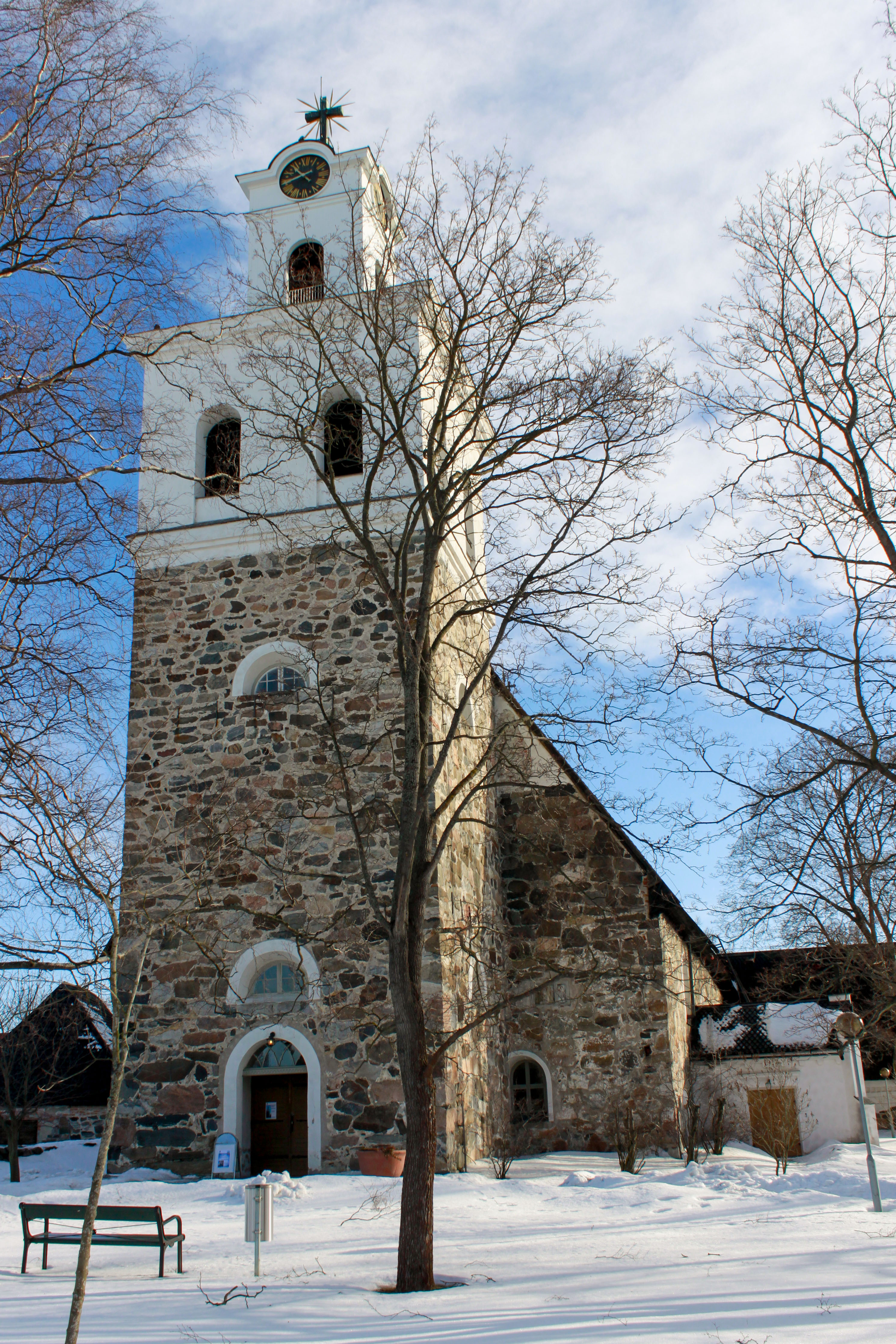
Tornet byggdes 1816.
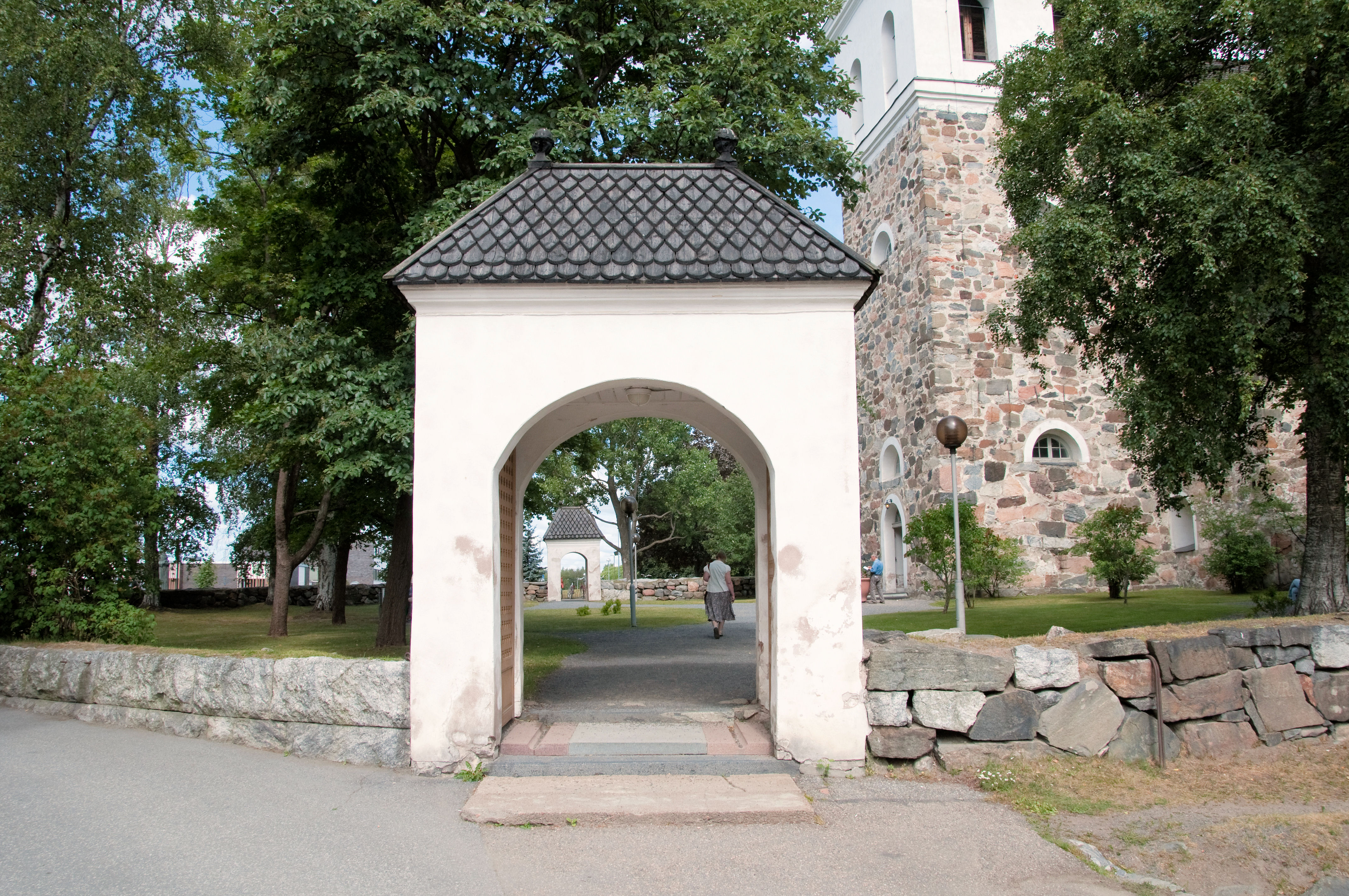
Ingång till kyrkogården.
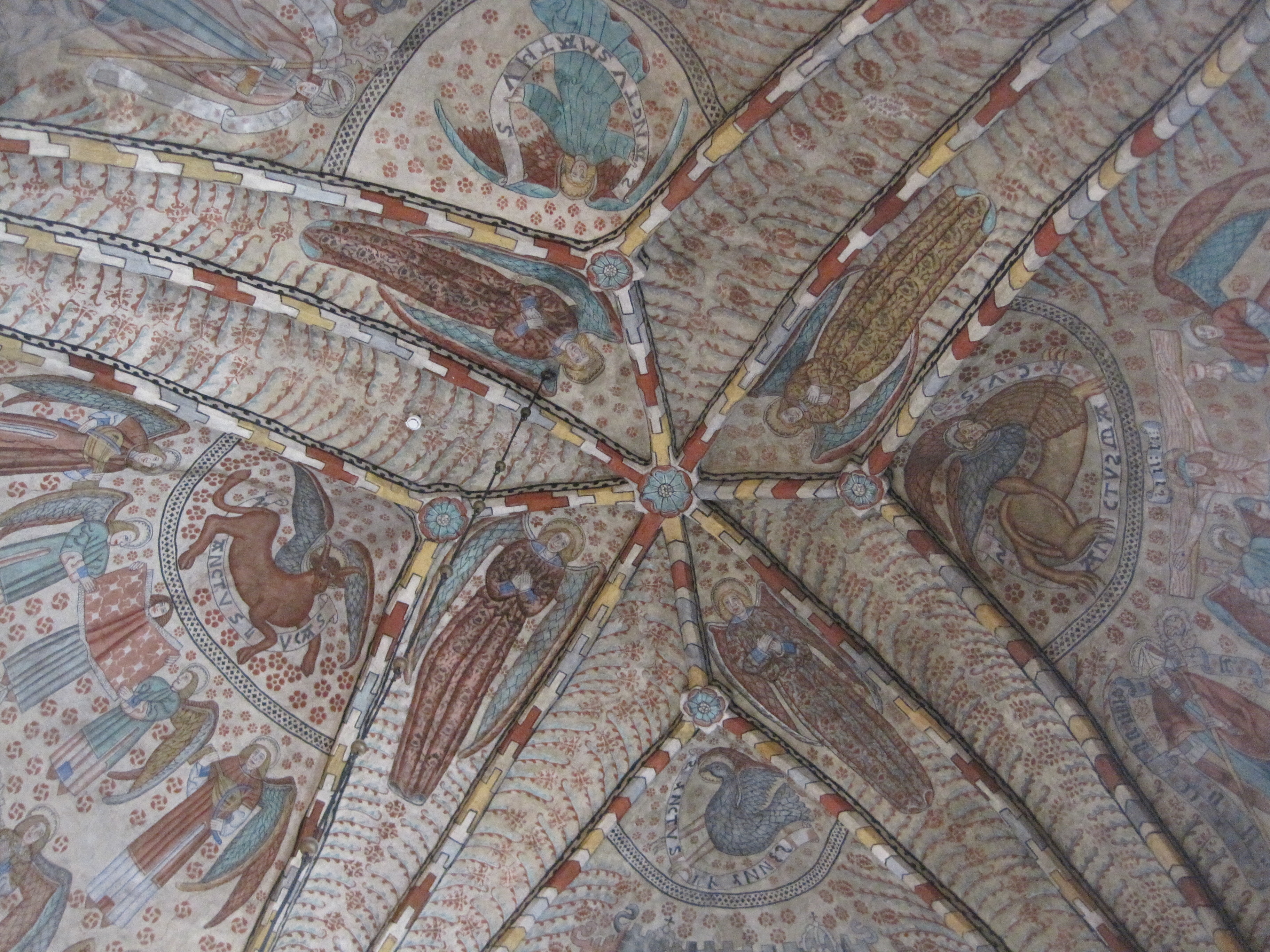
Takmålningar
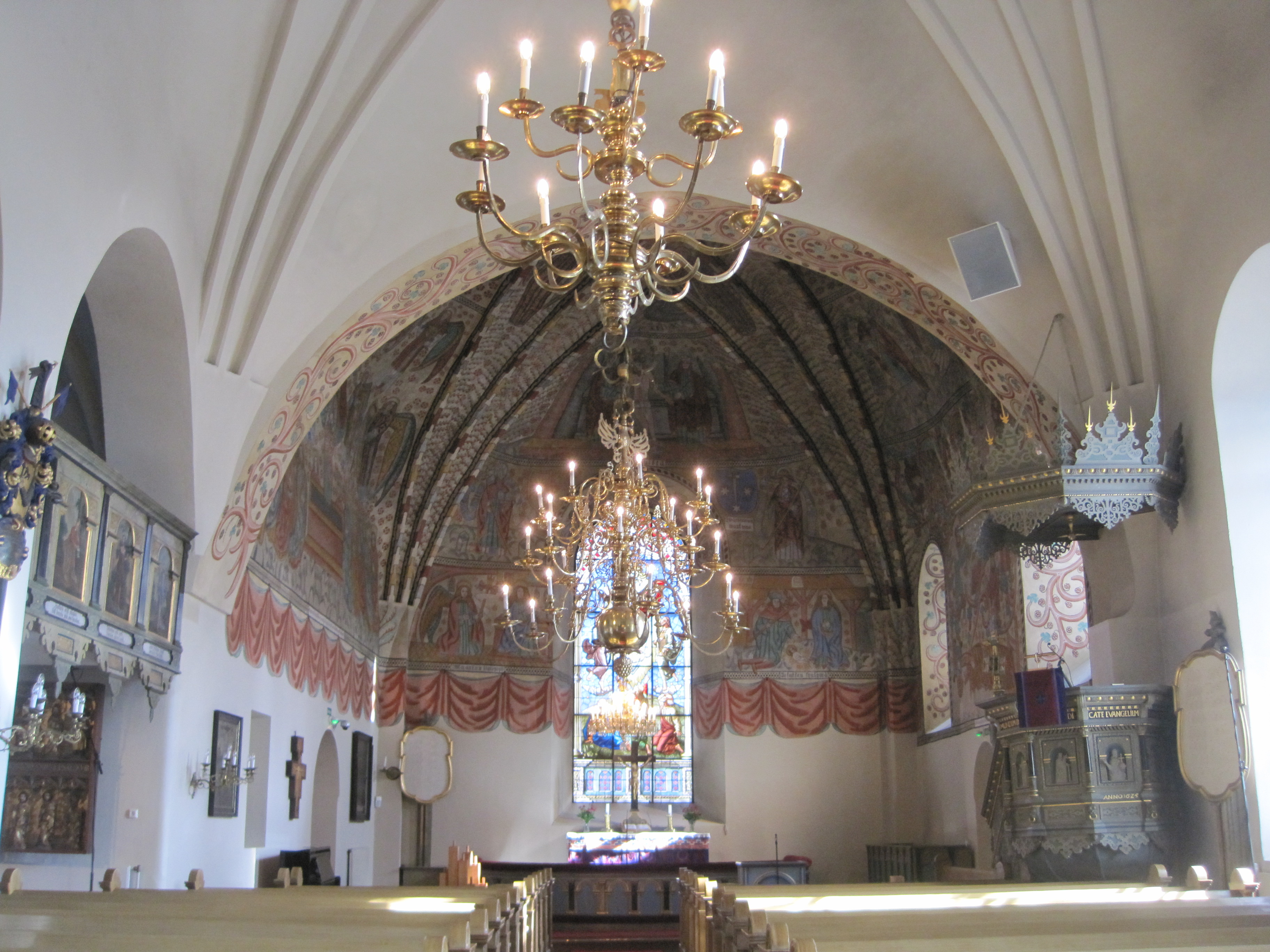
Interiör.